# Roseateles aquatilis
Roseateles aquatilis es una bacteria gramnegativa del género Roseateles. Fue descrita en el año 2008. Su etimología hace referencia a acuática. Tiene un tamaño de 0,5 μm de ancho por 2 μm de largo. Es aerobia y móvil por flagelo polar. Forma colonias blancas, circulares y umbonadas. Catalasa negativa y oxidasa positiva. Temperatura de crecimiento entre 20-30 °C. Se ha aislado de aguas industriales en Suecia. 